# Compsibidion fairmairei
Compsibidion fairmairei là một loài bọ cánh cứng trong họ Cerambycidae.